# رضا كيانيان
رضا كيانيان (بالفارسية: رضا کیانیان) (و. 1951  م) هو ممثل، ومصور، وكاتب، وممثل تلفزي إيراني، ولد في طهران.

## وصلات خارجية
- رضا كيانيان على موقع IMDb (الإنجليزية)
- رضا كيانيان على موقع أول موفي (الإنجليزية)
- رضا كيانيان على موقع قاعدة بيانات الفيلم (الإنجليزية)